# Batalla de Tanagra (426 a. C.)
La batalla de Tanagra del año 426 a. C. se libró en la ciudad de Tanagra durante la guerra del Peloponeso, 
En el año 426 a. C., los atenienses enviaron a la isla de Milo una flota de 60 trirremes y 2000 hoplitas, con el strategos Nicias al mando. Milo había rehusado unirse a la Liga de Delos y siguió haciéndolo incluso cuando los atenienses saquearon la isla. Sin embargo, no conquistaron Milo, sino que siguieron hacia Oropo, polis de la costa de Beocia. Los hoplitas desembarcaron y marcharon hacia Tanagra, donde se unieron al cuerpo principal del ejército ateniense, comandado por Hipónico y Eurimedonte.  Después de saquear la zona se enfrentaron victoriosamente a un ejército compuesto de tanagreos y tebanos en la batalla de Tanagra, una vez concluida regresaron a Atenas.